# Filomena Embaló
Filomena Araújo Embaló (Luanda, 1956) és una escriptora de Guinea Bissau d'origen angolès. Va ser la primera dona a Guinea Bissau que va publicar una novel·la.

## Biografia
Filomena Embaló va néixer a Luanda, Angola, el 1956. Els seus pares eren de Cap Verd. Es va traslladar a Guinea Bissau quan era adolescent, el 1975, i allí es va naturalitzar. Després, Embaló va estudiar economia a la Universitat de Reims, a França. Té un doctorat.
La guerra civil de 1998-1999 a Guinea Bissau va provocar una crisi d'identitat a Embaló, que ella explora a la seva primera novel·la, Tiara, publicada el 1999. La primera novel·la publicada per una dona bissau-guineana, Tiara tracta sobre les conseqüències del colonialisme en un país africà de ficció. Va ser publicat per l'Institut Camões de Moçambic.
Embaló, que escriu en portuguès, va publicar un recull de contes, Carta aberta, el 2005 i un recull de poesia, Coração cativo, el 2008.
També ha escrit articles a revistes i diaris sobre economia i literatura de Guinea Bissau.
Embaló és una àvida defensora dels drets de les dones a Guinea Bissau. Ha treballat com a funcionària al país i a l'estranger, en oenagés, inclosa la Unió Llatina abans de la seva dissolució el 2012, i com a diplomàtica.

## Obra
- 1999: Tiara (novel·la)
- 2005: Carta aberta (recull de contes)
- 2008: Coração cativo (poesia)